# Малий Чернятин
Ма́лий Черня́тин — село в Україні, у Старокостянтинівській міській громаді Хмельницького району Хмельницької області. Населення становить 690 осіб. До 2020 орган місцевого самоврядування — Великочернятинська сільська рада.
Внаслідок «укрупнення» об'єднаний з Булаївкою.

## Географія
Селом протікає річка Ікопоть, також біля села знаходиться ліс

## Історія
7 (20) листопада 1917 року, відповідно до.Третього Універсалу Української Центральної Ради, увійшло до складу Української Народної Республіки.
12 червня 2020 року, відповідно до розпорядження Кабінету Міністрів України № 727-р «Про визначення адміністративних центрів та затвердження територій територіальних громад Хмельницької області», увійшло до складу Старокостянтинівської міської громади.
19 липня 2020 року, після ліквідації Старокостянтинівського району, село увійшло до Хмельницького району.

## Легенда заснування села
За переказами в цьому місці, де тепер знаходиться село Малий Чернятин, було невеличке містечко Ївка. В основному це містечко населяли українці і євреї. Само слово Ївка має походження єврейське. На це містечко в XV столітті напали Татари і знищили його. Після розгрому татар люди переселилися на ліву сторону річки Ікопоть і Солохи. Це населення стали називати Булаївка («була Ївка») Назва Малий Чернятин походить від того, що в Булаївці жили два брати, багатих, які тримали хутори. Старший мав хутір на території Великого Чернятина, а менший мав хутір на території Малого Чернятина. Прізвище братів було Черняки. Хутори були огороджені тинами, звідси походить назва Чернятин, тобто «Черняк огороджений тином». Оскільки хутори належали старшому брату і меншому, стали називатися Великим Чернятином і Малим Чернятином.
ДРУГА ЛЕГЕНДА - Булаївка (село М. Чернятин)

Існує ще одна легенда про походження назви села Малий Чернятин. Було це давно. Великий мор тоді був, чума так і косила людей. Розказували, що одного разу на містку, в селі Горіхівці, з'явилася дивна пані. Їхала вона у чорній бричці, запряженій червоним конем. Світло від неї осявало всеньке село та ще й сусіднє, Мар'янівку. Сама пані була вся в чорному, коси розпущені. Зупинилась на містку, а голос до неї:- Будемо тут снідати? А пані:- В Горіхівцях земля - самець. І грім її не спалить, і мор не візьме, снідати будемо в Чернятині.... І вимерло в Чернятині півсела... А в Горіхівцях було 30 дворів і всі вціліли. Поїхала пані далі і в сусідньому селі, за Великим Чернятином, виморила всіх людей. Залишилась тільки дівчина Ївка.
От старі люди стали і село називати, де була Ївка, називати Булаївка. Пізніше селом правили Черняки. Зараз це Малий Чернятин.

## Освіта
- Малочернятинська ЗОШ.